# Réunioni ásólúd
A réunioni ásólúd (Mascarenachen kervazoi) a lúdalakúak (Anseriformes) rendjébe, ezen belül a récefélék (Anatidae) családjába tartozó faj.
Egyes rendszerbesorolások az Alopochen nembe sorolják.

## Előfordulása
Kizárólag Réunion szigetéről szubfosszilis formában ismert faj.
Bertrand Kerzavo találta meg maradványait 1974-ben.
Méretét és alakját nézve nagyon hasonlított a nílusi lúdra (Alopochen aegyptiacus).
Az első európaiak, akik 1619-ben érkeztek Réunionra még láttak ott ludakat. Néhány korai természettudós is találkozhatott a fajjal (Martin 1667-ben és Dubois 1674-ben.)
A madár életmódjáról, szaporodási szokásairól nem tudunk semmit.
A faj feltehetően 1710-re kihalt. Kihalásának oka feltehetően a vadászat volt.